# Garni (Ort)

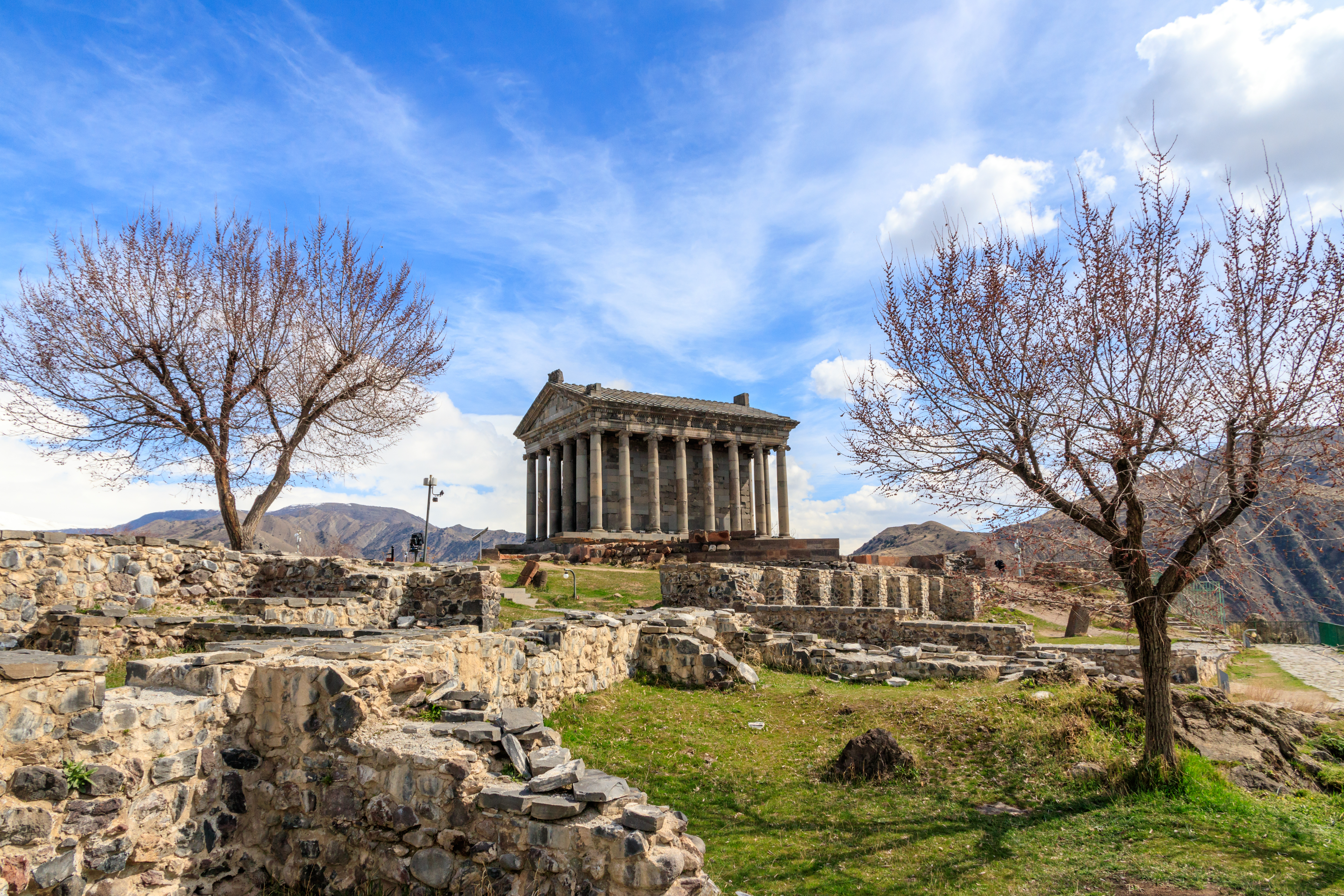
Tempel von Garni im Frühjahr

Garni (armenisch Գառնի) ist eine armenische Kleinstadt in der Provinz Kotajk.
Garni liegt etwa 30 km östlich von Jerewan im Tal des Azat-Flusses oberhalb der „Basaltschlucht von Awan“. Sie hat 7.441 Einwohner (Stand 2009).
Garni war einige Jahrhunderte lang Sommerresidenz der armenischen Könige – Ruinen der Festung Garni existieren noch heute. Innerhalb des Festungsgeländes ließ Tiridates I. im 1. Jahrhundert einen hellenistischen Mithras-Tempel mit 24 ionischen Säulen errichten, der als Tempel von Garni bekannt ist. Er wurde bei einem Erdbeben 1679 zerstört und seit 1966 mit Originalmaterial rekonstruiert. Bei jüngeren Ausgrabungen wurde ein römisches Badehaus mit gut erhaltenem Mosaikfußboden entdeckt. Sehenswert ist auch die antike Kirche aus blau-schwarzem Basalt. Direkt bei Garni liegt auch das Chosrow-Reservat, in dem seltene Tierarten, wie der Persische Leopard und die Wildziege geschützt werden.
Garni ist ein beliebtes Touristenziel für Tagesausflüge von Jerewan. In der Nähe liegt das Geghard-Kloster aus dem 12. Jahrhundert, das zum großen Teil aus dem massiven Felsen gehauen ist.
In der Umgebung von Garni werden Wein, Obst und Walnüsse angebaut.